# Pietro Andrea Mattioli
Pietro Andrea Mattioli (Siena, 12 marzo 1501 – Trento, 1578) è stato un umanista, medico e botanico italiano.

## Biografia

### Origini e apprendistato
Nacque a Siena nel 1501 (1500 ab incarnatione), ma passò la sua infanzia a Venezia, dove il padre, Francesco, esercitava la professione di medico.
A quell'epoca, nel Senese e nel Fiorentino, si utilizzava un calendario diverso da quello usato attualmente e che inizia con il primo di gennaio. Quello senese e fiorentino, infatti, iniziava il 25 marzo, ovvero il giorno dell'Annunciazione a Maria. Tutte le date erano quindi un anno indietro tra il 1º gennaio e il 24 marzo. Questo modo di contare gli anni si chiamava ab incarnatione e poiché Mattioli nacque e morì proprio nei primi mesi dell'anno, ne derivano due date diverse sia per la sua data di nascita che per quella di morte, a seconda del calendario considerato. Mentre infatti per il calendario gregoriano il 1501 va dal gennaio 1501 al dicembre 1501, per quello senese e fiorentino i primi tre mesi dell'anno, ovvero dal primo gennaio al 24 marzo, si è ancora nel 1500. Bisogna quindi fare attenzione allo stile delle date per quanto riguarda la biografia di Mattioli come quella di altri personaggi dello stesso periodo, anche perché papa Gregorio XIII riformò il calendario nel 1582 saltando 10 giorni in ottobre ma i domini fiorentini si allinearono al nuovo calendario solo a partire dal 1750.
Appena sufficientemente grande, il padre lo mandò a Padova dove iniziò a studiare varie materie umanistiche, come il latino, il greco antico, la retorica e la filosofia. Tuttavia Pietro Andrea si appassionò più che altro alla medicina, e proprio in questa materia si laureò nel 1523. Quando il padre morì, tornò tuttavia a Siena, ma la città era sconvolta da una faida fra famiglie rivali per cui decise di recarsi a Perugia per studiare chirurgia sotto il maestro Gregorio Caravita.
Da lì si trasferì a Roma dove continuò i suoi studi medici presso l'Ospedale di Santo Spirito e lo Xenodochium San Giacomo per gli incurabili, ma nel 1527, a causa del sacco da parte dei Lanzichenecchi, decise di lasciare la città per trasferirsi a Trento, dove rimase per un trentennio.

### A Trento e Gorizia

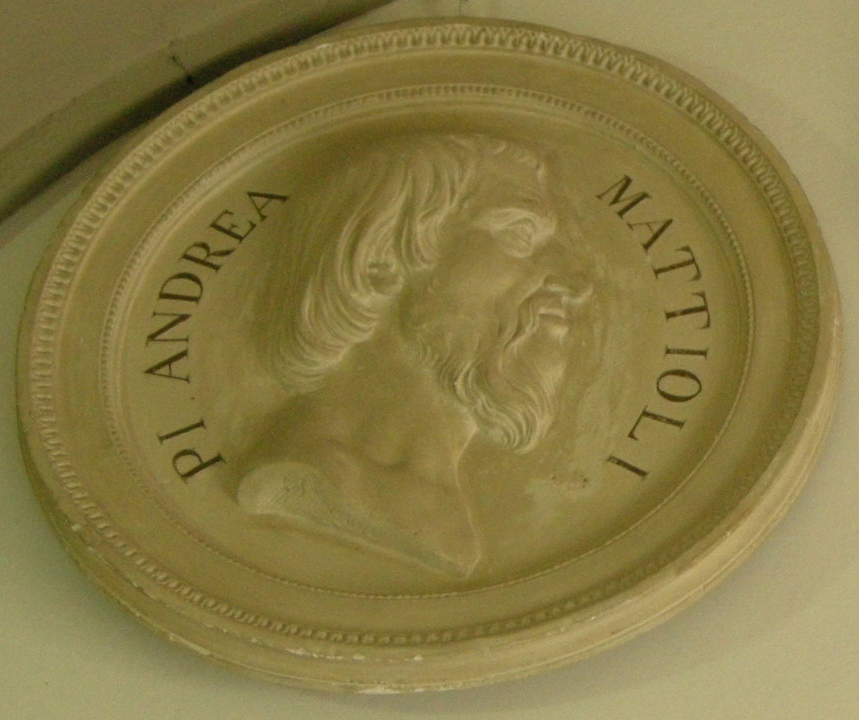
Effigie di Mattioli al Museo della Specola, Firenze

Andò quindi a vivere in Val di Non e presto la sua fama giunse alle orecchie del principe-vescovo Bernardo Clesio che lo invitò presso il castello del Buonconsiglio offrendogli il posto di consigliere e medico personale. Proprio al vescovo Clesio, al quale Mattioli dedicò poi due delle sue prime opere, una delle quali, il poema in versi Il Magno Palazzo del Cardinale di Trento descriveva in dettaglio la ristrutturazione di carattere rinascimentale che il vescovo ordinò per il suo castello. Il poema, pubblicato nel 1539 dal Marcolini a Venezia, utilizzava la struttura dell'ottava rima, come quella che usava il Boccaccio, ma non era un'opera dello stesso livello di quelle di altri poeti dell'epoca.
Nel 1528 Mattioli sposò una donna trentina, una tal Elisabetta della quale non è noto il cognome e gli diede un figlio. Cinque anni dopo pubblicò il suo primo libello, Morbi Gallici Novum ac Utilissimum Opusculum, e iniziò a lavorare alla sua opera su Dioscoride Anazarbeo. Nel 1536 Mattioli accompagnò come medico Bernardo Clesio a Napoli per un incontro con l'imperatore Carlo V. Tornato a Trento, con la morte di Bernardo Clesio, nel 1539, gli successe al soglio vescovile Cristoforo Madruzzo, il quale però aveva già un medico e così Mattioli decise di trasferirsi a Cles, dove tuttavia si trovò presto in ristrettezze finanziarie.
Tra il 1541 e il 1542 Mattioli si trasferì di nuovo a Gorizia, dove praticò la professione di medico e lavorò alla traduzione del De Materia Medica di Dioscoride dal greco, aggiungendovi i suoi discorsi e commenti. Poi, finalmente, nel 1544 pubblicò per la prima volta la sua opera principale, Di Pedacio Dioscoride Anazarbeo Libri cinque Della historia, et materia medicinale tradotti in lingua volgare italiana da M. Pietro Andrea Matthiolo Sanese Medico, con amplissimi discorsi, et comenti, et dottissime annotationi, et censure del medesimo interprete, più comunemente conosciuto come i Discorsi di Pier Andrea Mattioli sull'opera di Dioscoride. La prima stesura fu pubblicata a Venezia senza illustrazioni e dedicata al cardinale Cristoforo Madruzzo, principe-vescovo di Trento e Bressanone.
Da notare che Mattioli non si limitò a tradurre l'opera di Dioscoride, ma la completò con i risultati di una serie di ricerche su piante dalle proprietà ancora sconosciute all'epoca, trasformando i Discorsi in un'opera fondamentale sulle piante medicinali, un vero punto di riferimento per scienziati e medici per diversi secoli.
Nel 1548 pubblicò la seconda edizione dei Discorsi di Mattioli su Dioscoride, con l'aggiunta del sesto libro sui rimedi contro i veleni, considerato apocrifo da molti. In seguito vennero pubblicate molte altre edizioni, alcune tuttavia senza la sua approvazione. Ricevette anche molte critiche da notabili dell'epoca. Nel 1554 fu pubblicata la prima edizione latina dei Discorsi di Mattioli, chiamata anche Commentarii, ovvero Petri Andreae Matthioli Medici Senensis Commentarii, in Libros sex Pedacii Dioscoridis Anazarbei, de Materia Medica, Adjectis quàm plurimis plantarum & animalium imaginibus, eodem authore; fu la prima edizione ad essere illustrata ed è dedicata a Ferdinando I d'Asburgo, allora Principe dei Romani, di Pannonia e di Boemia, infante di Spagna, arciduca d'Austra, duca di Borgogna, conte e signore del Tirolo. In seguito venne tradotta anche in francese (1561), ceco (1562) e tedesco (1563).

### Alla corte imperiale

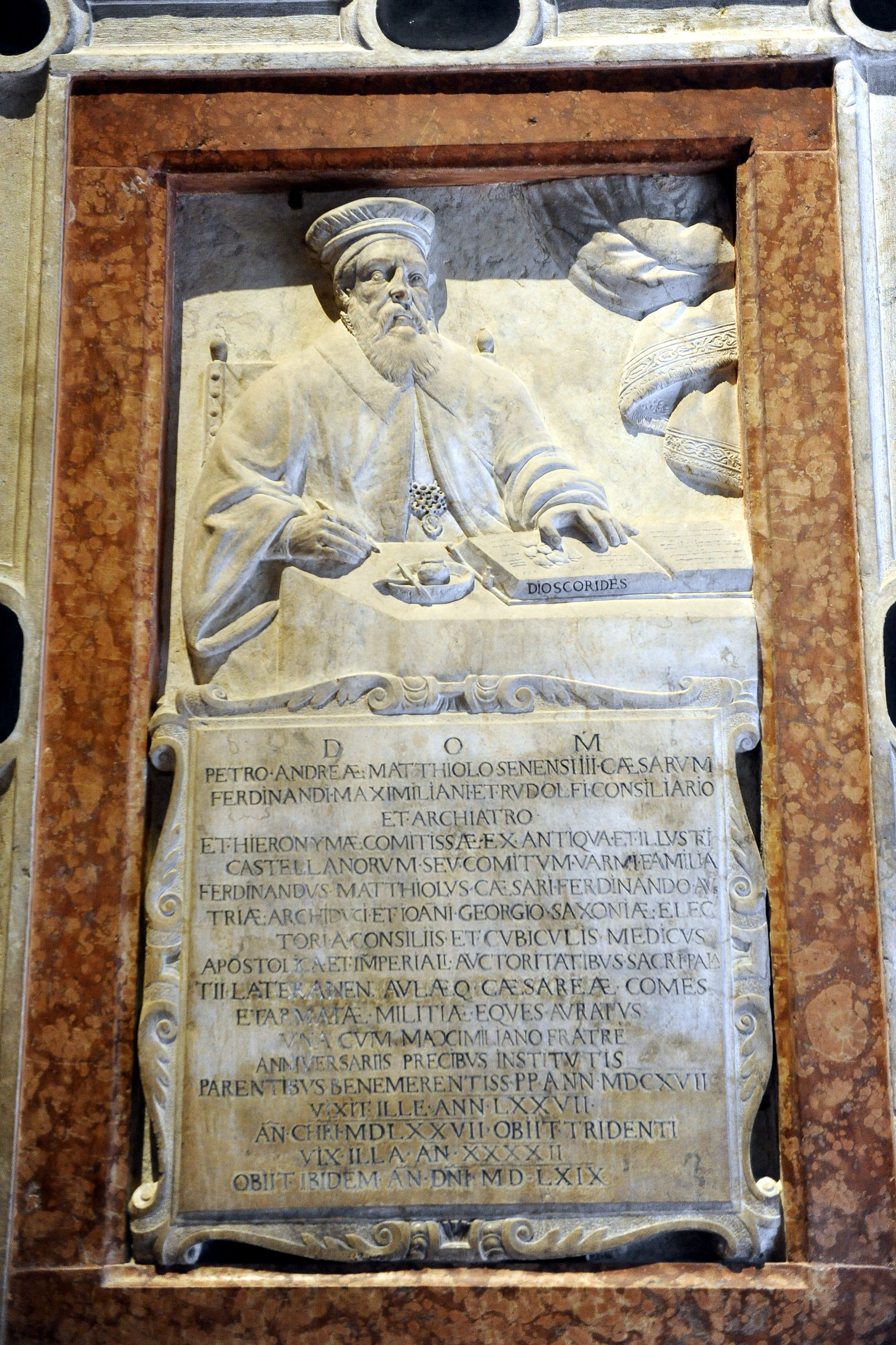
Monumento funebre di Pietro Andrea Mattioli, Duomo di Trento

In seguito a tanta fama e successo, Ferdinando I chiamò Mattioli a Praga come medico personale del suo secondogenito, l'arciduca Ferdinando. Prima di partire, tuttavia, gli abitanti di Gorizia decisero di donargli una preziosa catena d'oro che si può vedere in molte delle sue raffigurazioni, come segno di stima e affetto. Nel 1555 Mattioli si trasferì a Praga, anche se già l'anno successivo fu costretto a seguire, suo malgrado, l'arciduca Ferdinando in Ungheria nella guerra contro i Turchi.
Nel 1557 si sposò per la seconda volta con una nobile goriziana, Girolama di Varmo, dalla quale ebbe due figli, Ferdinando nel 1562 e Massimiliano nel 1568, i cui nomi sono scelti chiaramente in onore della casa reale. Il 13 luglio 1562 Mattioli venne nominato da Ferdinando Consigliere Aulico e nobile del Sacro Romano Impero. Quando Ferdinando morì nel 1564 era da poco salito al trono Massimiliano II. Per un po' Mattioli restò al servizio del nuovo sovrano, ma nel 1571 decise di ritirarsi definitivamente a Trento. Due anni prima si era sposato per la terza volta, di nuovo con una donna trentina, una tale Susanna Caerubina.
Nel 1578 (1577 ab incarnatione) Pietro Andrea Mattioli morì di peste a Trento nel mese di gennaio o di febbraio. I figli Ferdinando e Massimiliano gli dedicarono un magnifico monumento funebre nel Duomo della città, (tuttora esistente) grazie al ruolo di archiatra, medico del Concilio di Trento e quindi del principe Vescovo Bernardo Clesio.
Il genere di piante Matthiola è stato così chiamato dal botanico Robert Brown in onore del Mattioli.
| Mattioli è l'abbreviazione standard utilizzata per le piante descritte da Pietro Andrea Mattioli. Consulta l'elenco delle piante assegnate a questo autore dall'IPNI. |

## Opere

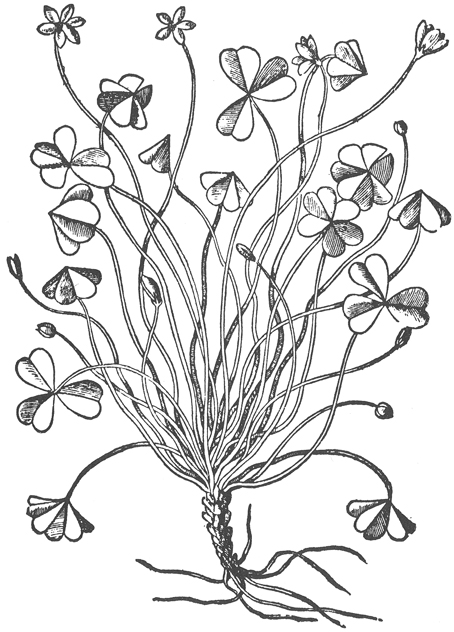
Trifolium acetosum (Oxalis) tratto dai Commentarii

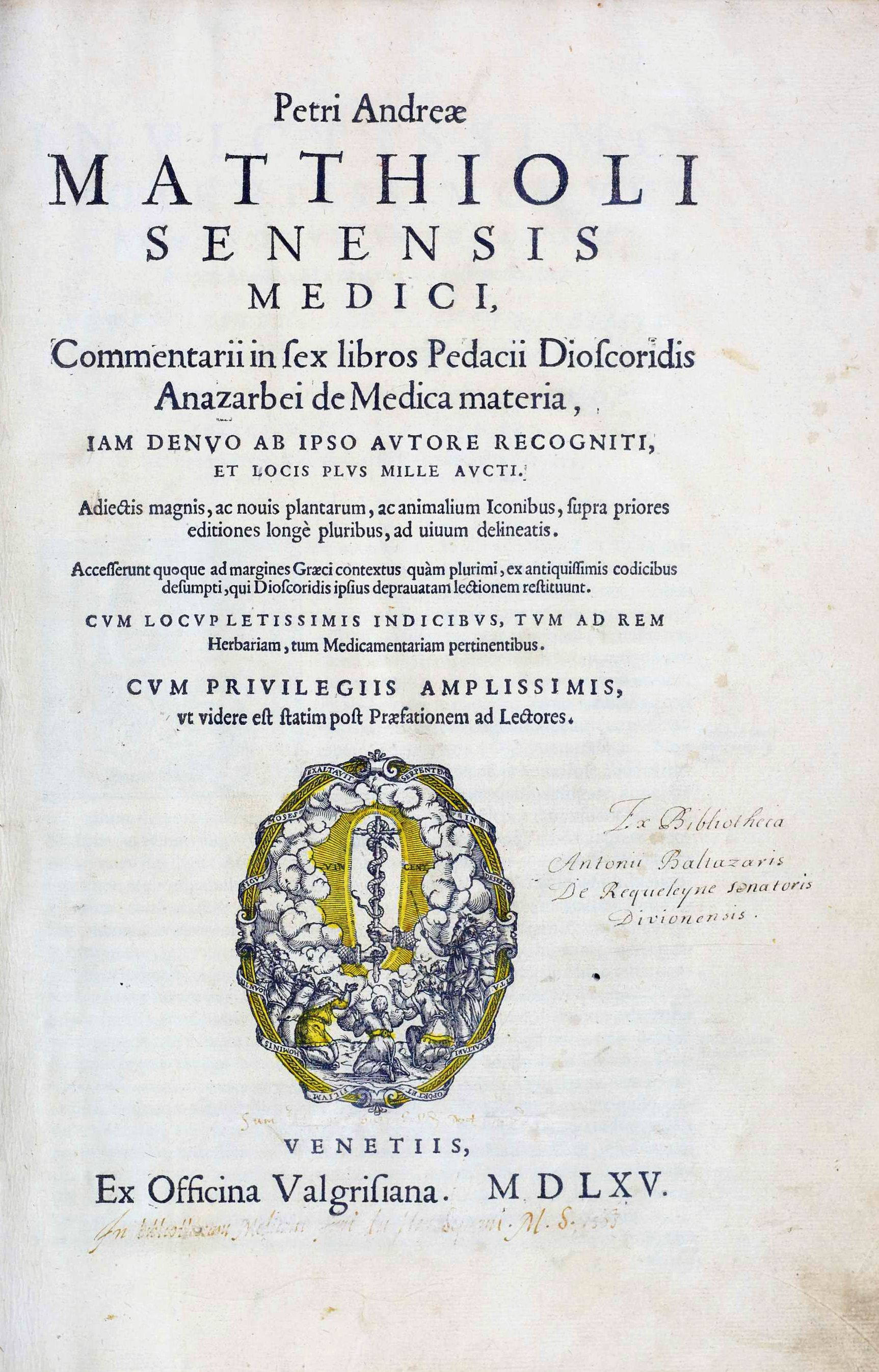
Commentarii in sex libros Pedacii Dioscoridis Anazarbei de medica materia, 1565

- 1533, Morbi Gallici Novum ac Utilissimum Opusculum
- 1535, Liber de Morbo Gallico, dedicato a Bernardo Clesio
- 1536, De Morbi Gallici Curandi Ratione
- 1539, Il Magno Palazzo del Cardinale di Trento
- 1544, Di Pedacio Dioscoride Anazarbeo Libri cinque Della historia, et materia medicinale tradotti in lingua volgare italiana da M. Pietro Andrea Matthiolo Sanese Medico, con amplissimi discorsi, et comenti, et dottissime annotationi, et censure del medesimo interprete, detti Discorsi
- 1548, Traduzione in italiano della Geografia di Tolomeo
- 1554, Petri Andreae Matthioli Medici Senensis Commentarii, in Libros sex Pedacii Dioscoridis Anazarbei, de Materia Medica, Adjectis quàm plurimis plantarum & animalium imaginibus, eodem authore, detti Commentarii
- 1558, Apologia Adversus Amatum Lusitanum
- 1561, Epistolarum Medicinalium Libri Quinque
- (LA) Commentarii in sex libros Pedacii Dioscoridis Anazarbei de medica materia, Venezia, Vincenzo Valgrisi, 1565.
- 1569, Opusculum de Simplicium Medicamentorum Facultatibus
- 1571, Compendium de Plantis Omnibus una cum Earum Iconibus
- (LA) De plantis, Venezia, Vincenzo Valgrisi, 1571.
- (LA) De plantis, Frankfurt am Main, Johann Feyerabend, 1586.